# Polsko-Niemiecka Sieć Klasztorów
Polsko-Niemiecka Sieć Klasztorów – założone w 2011 roku zrzeszenie byłych klasztorów oraz instytucji związanych z turystyką kulturową na terenie kraju związkowego Brandenburgia i województwa zachodniopomorskiego. Główne jego cele to wspieranie turystyki zrównoważonej oraz rozwoju gospodarczego regionu, ochrona dóbr kultury, upowszechnianie wiedzy o historii regionalnej, a także inicjowanie współpracy polsko-niemieckiej. Działalność sieci finansowana jest przez regionalne kasy oszczędnościowe (Sparkassen).

## Zasięg
Polsko-Niemiecka Sieć Klasztorów obejmuje obecnie pięć polskich i pięć niemieckich miejscowości:
1. Altfriedland (Märkisch-Oderland, Brandenburgia),
2. Angermünde (Uckermark, Brandenburgia),
3. Bierzwnik (powiat choszczeński, województwo zachodniopomorskie),
4. Cedynia (powiat gryfiński, województwo zachodniopomorskie),
5. Chojna (powiat gryfiński, województwo zachodniopomorskie),
6. Chorin (Barnim, Brandenburgia),
7. Chwarszczany (powiat myśliborski, województwo zachodniopomorskie),
8. Kołbacz (powiat gryfiński, województwo zachodniopomorskie),
9. Neuzelle (Oder-Spree, Brandenburgia),
10. Prenzlau (Uckermark, Brandenburgia),
11. Chwarszczany (powiat myśliborski, województwo zachodniopomorskie).

### Klasztor Cysterek w Altfriedland
Ze średniowiecznego zespołu klasztornego do dziś zachowały się część skrzydła zachodniego z krużgankiem i refektarzem, jak również wybudowany w stylu gotyckim i następnie przebudowany kościół.

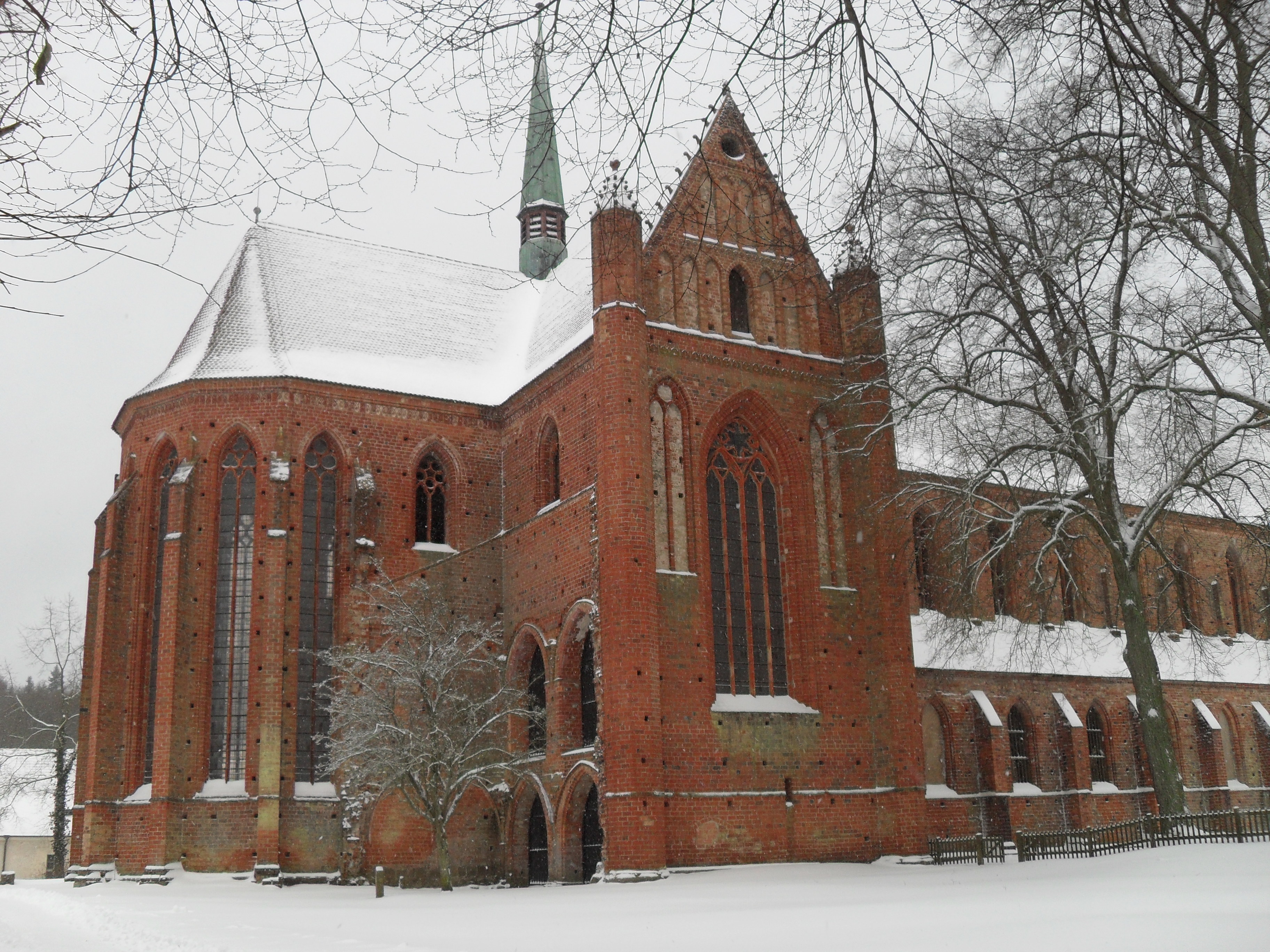
Kościół klasztorny w Chorin

### Klasztor Franciszkanów w Angermünde
Z dawnego klasztoru do dziś zachował się kościół, który do roku 1990 funkcjonował m.in. jako świątynia, magazyn, muzeum krajoznawcze i skład straży pożarnej. Obecnie w budynku znajduje się miejskie centrum kultury. Lektorium usytuowane pomiędzy nawą główną a chórem zachowało się prawie w oryginalnym stanie.

### Klasztor Cystersów w Bierzwniku
Ze zbudowanego na przełomie XIII i XIV wieku na niewielkim wzniesieniu nad jeziorem Kuchta ceglanego klasztoru do dziś zachowały się części kościoła oraz dwóch skrzydeł klauzury: wschodniego i południowego. Na wzgórzu klasztornym wytyczona jest ścieżka przyrodniczo-historyczna.

### Klasztor Cysterek w Cedyni
Z założonego w XIII wieku klasztoru do dziś zachował się budynek skrzydła zachodniego z barokową nadbudową, który w latach 1997–2005 odrestaurowano pod nadzorem konserwatora zabytków i zaadaptowano na potrzeby hotelu.

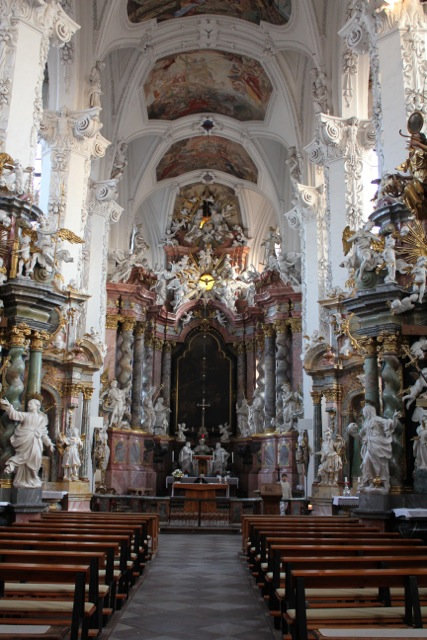
Kościół św. Marii Panny w Neuzelle

### Klasztor Augustianów w Chojnie
Z zabudowań dawnego klasztoru do dziś zachowały się kościół, zachodnie i południowe skrzydła klauzury oraz część krużganków.

### Klasztor Cystersów w Chorin
Z trójskrzydłowej klauzury pozostały do dziś skrzydła wschodnie i zachodnie, a także budynek szpitalny oraz kościół po stronie północnej kompleksu. Ruiny młyna i budynek browaru są pozostałościami zabudowań gospodarczych. Zespół ten zaliczany jest do najważniejszych zabytków gotyku ceglanego w północnych Niemczech.

### Komandoria Templariuszy i Joannitów w Chwarszczanach
Z dawnej komandorii do dziś zachowała się jedynie wczesnogotycka kaplica – wolnostojąca budowla z wielobocznie ukształtowanym chórem wschodnim. Niezwykle reprezentacyjna jest zachodnia fasada kaplicy z okazałym granitowym portalem, a we wnętrzu – malowidła ścienne z przełomu XIV i XV wieku.

### Klasztor Cystersów w Kołbaczu
Z otoczonego murem zespołu klasztornego do dziś zachowały się kościół, dom konwersów i dom opata. Nieco na uboczu znajdują się późnogotycka stodoła oraz tzw. baszta więzienna. Zachodnią fasadę kościoła zdobi cenna, wzorowana na francuskich katedrach, promienista rozeta osadzona w okrągłej blendzie.

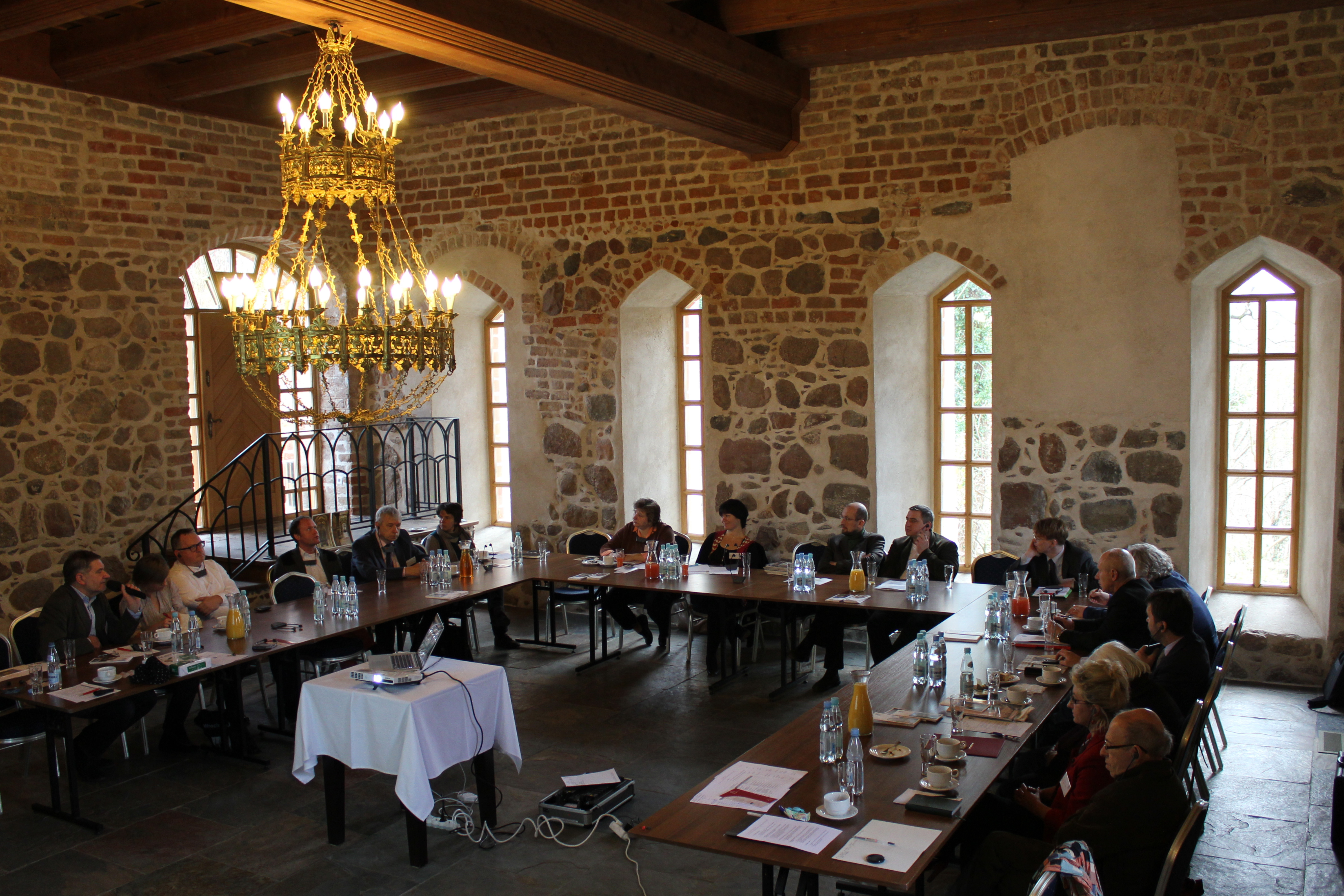
IV spotkanie partnerów Polsko-Niemieckiej Sieci Klasztorów 22.11.2012 roku w Cedyni

### Klasztor Cystersów w Neuzelle
Wzniesiony w XIII wieku klasztor został w XVII i XVIII stuleciu przebudowany w stylu barokowym. Zespół składa się między innymi z dwóch kościołów, klauzury, budynków gospodarczych i ogrodu. Kompleks należy do najważniejszych barokowych zabytków północno-wschodnich Niemiec.

### Klasztor Dominikanów w Prenzlau
Klasztor został wybudowany w czterech etapach w latach 1275–1500. Jego centrum tworzyły trójnawowy kościół halowy – wyświęcony w 1343 roku – i klauzura wraz z przybudówką oraz budynkiem gospodarczym. Zachowało się ono w całości i jest dziś odrestaurowane. W zabudowaniach poklasztornych mieszczą się dziś muzeum, archiwum, biblioteka oraz centrum kultury.

## Działalność
Polsko-Niemiecka Sieć Klasztorów informuje w językach polskim i niemieckim o architekturze, historii i ofercie kulturalnej klasztorów wchodzących w jej skład oraz miejscowości, w których są położone. Organizuje także sympozja i warsztaty na temat turystyki kulturowej oraz możliwości współpracy międzynarodowej w obszarach słabych strukturalnie.